# 古斯塔夫·多雷

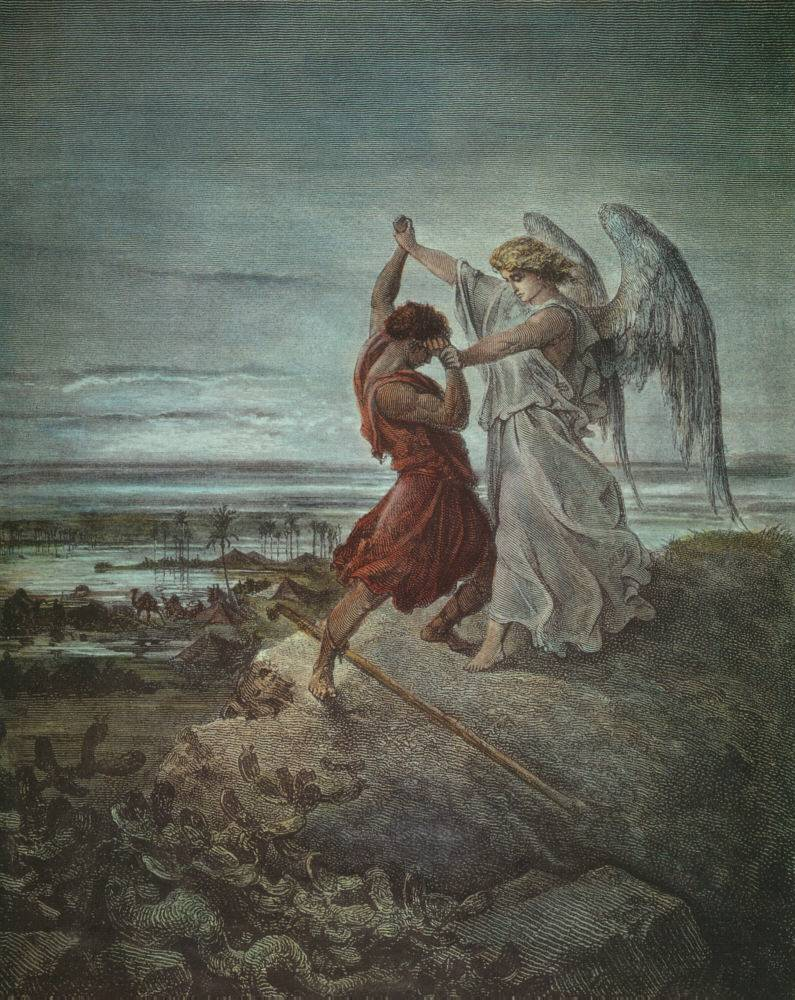
雅各与天使摔跤（1855年作品）

保羅·古斯塔夫·路易·克里斯多佛·多雷（法語：Paul Gustave Louis Christophe Doré，法語：[ɡys.tav dɔ.ʁe]，1832年1月6日—1883年1月23日），通稱古斯塔夫·多雷，19世纪法國藝術家、版畫家、漫畫家、插畫家和木雕雕刻家。

## 生平
1832年1月6日生于史特拉斯堡，自幼喜爱绘画，此后潜心练习。他以幽默画成名。1853年为拉伯雷的小说畫插图大获成功。此後受出版商之邀为多部世界名著作画，成为欧洲闻名的插画家。
多雷一生未婚，1883年在為莎士比亞戲劇創作插圖期間逝世，葬於拉雪茲神父公墓。

## 风格
多雷的作品多是黑白两色。他的作品充实饱满、层次分明、质感强烈。他會用极细的线条编织出物象的表面和体块，以线条的疏密来表现物体的明暗。
多雷的作品光感强烈，对色彩的暗示到位，立体感很强，无论是宏大的场面还是单独的个体都能很好的表现。

## 主要作品
多雷曾為以下作品繪製插圖：
- 但丁《神曲》插图
- 《圣经》插图
- 巴尔扎克小说插图
- 拉封丹寓言插图
- 塞万提斯的《唐·吉诃德》
- 莎士比亚的《暴风雨》
- 約翰·彌爾頓的《失乐园》
- 弗朗索瓦·拉伯雷的《巨人傳》

## 作品

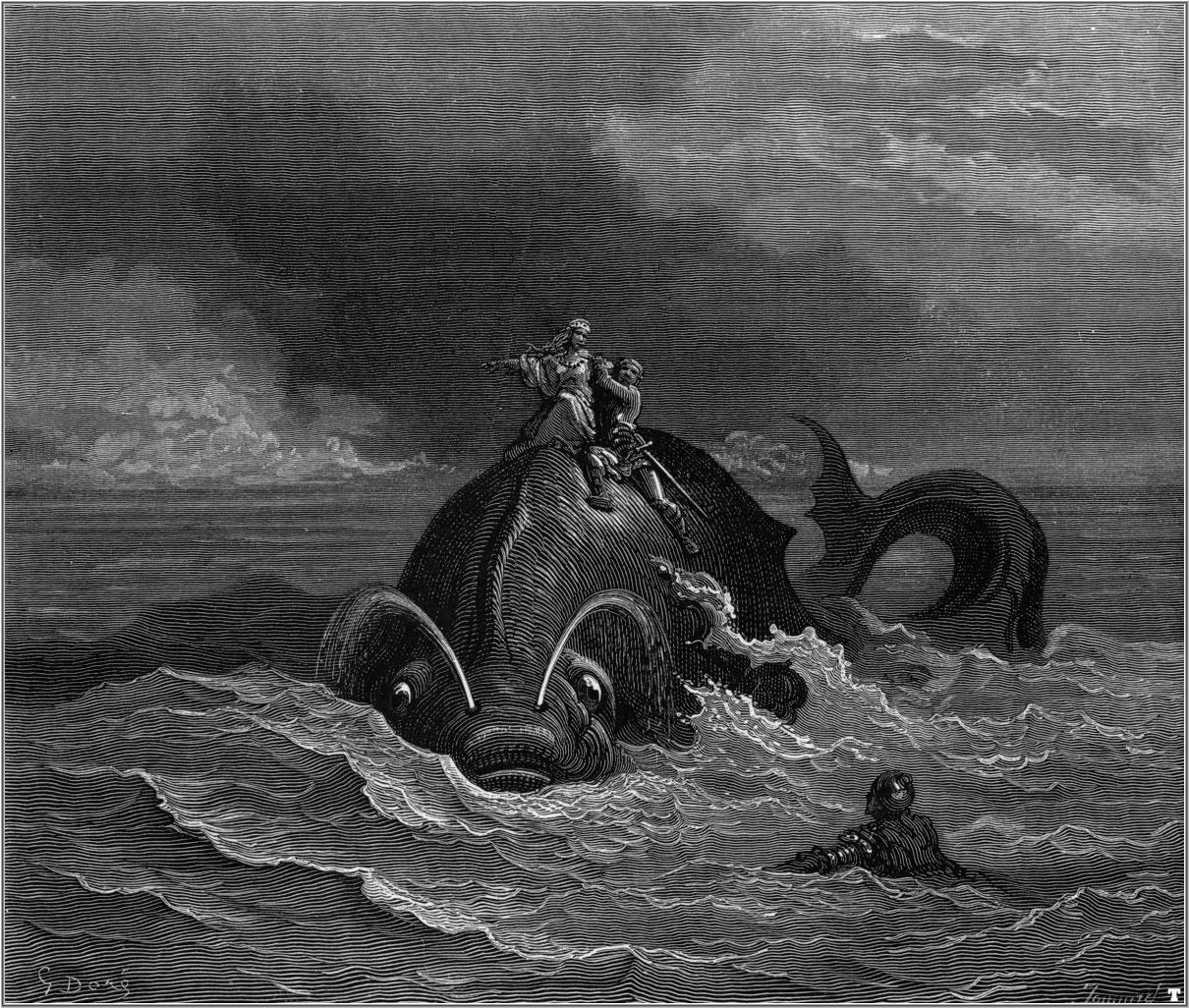
《瘋狂的羅蘭》
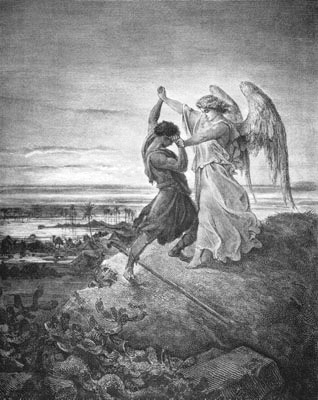
雅各與天使摔跤，1855
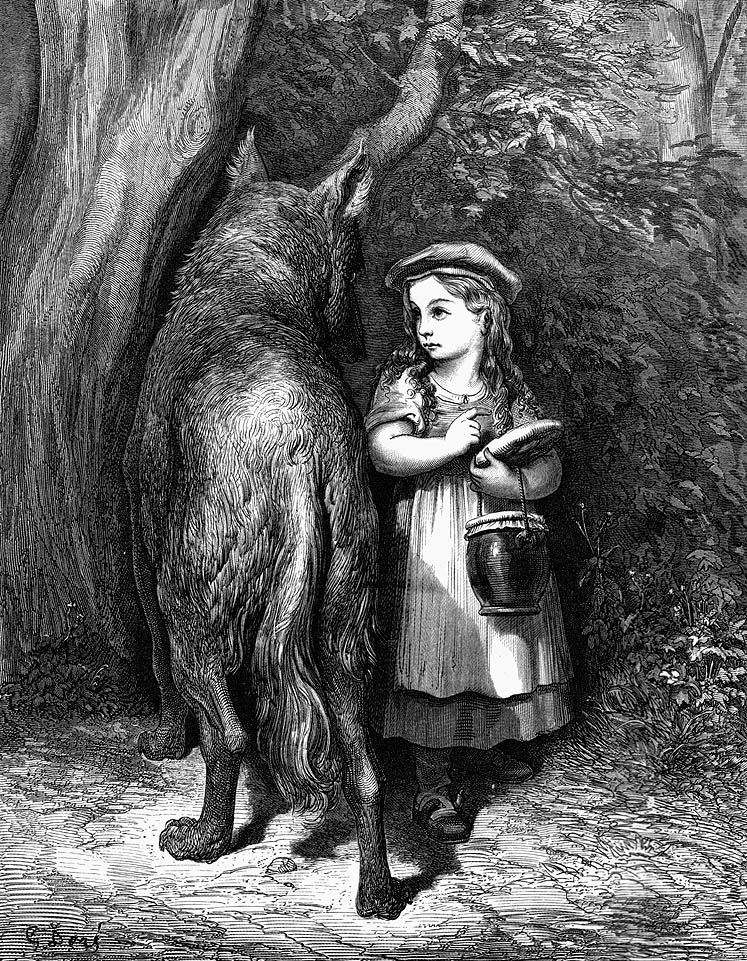
小紅帽
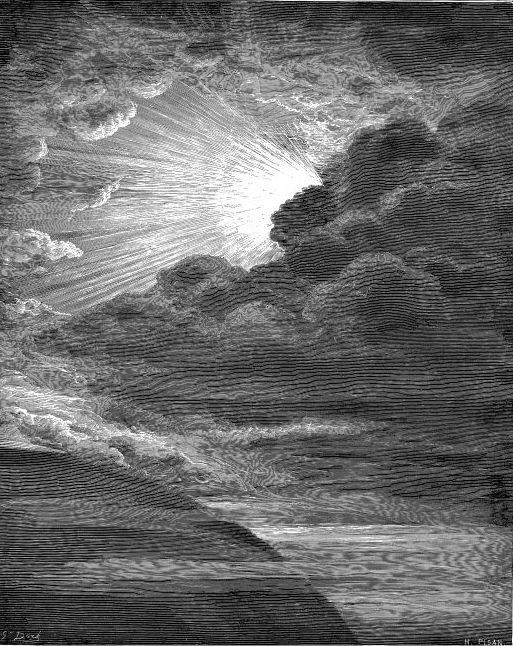
光之創造（The Creation of Light）
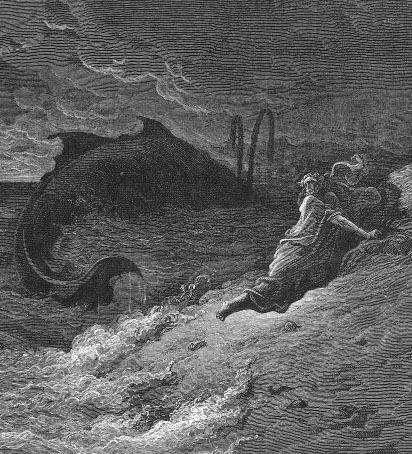
《約拿書》記載的約拿與大魚
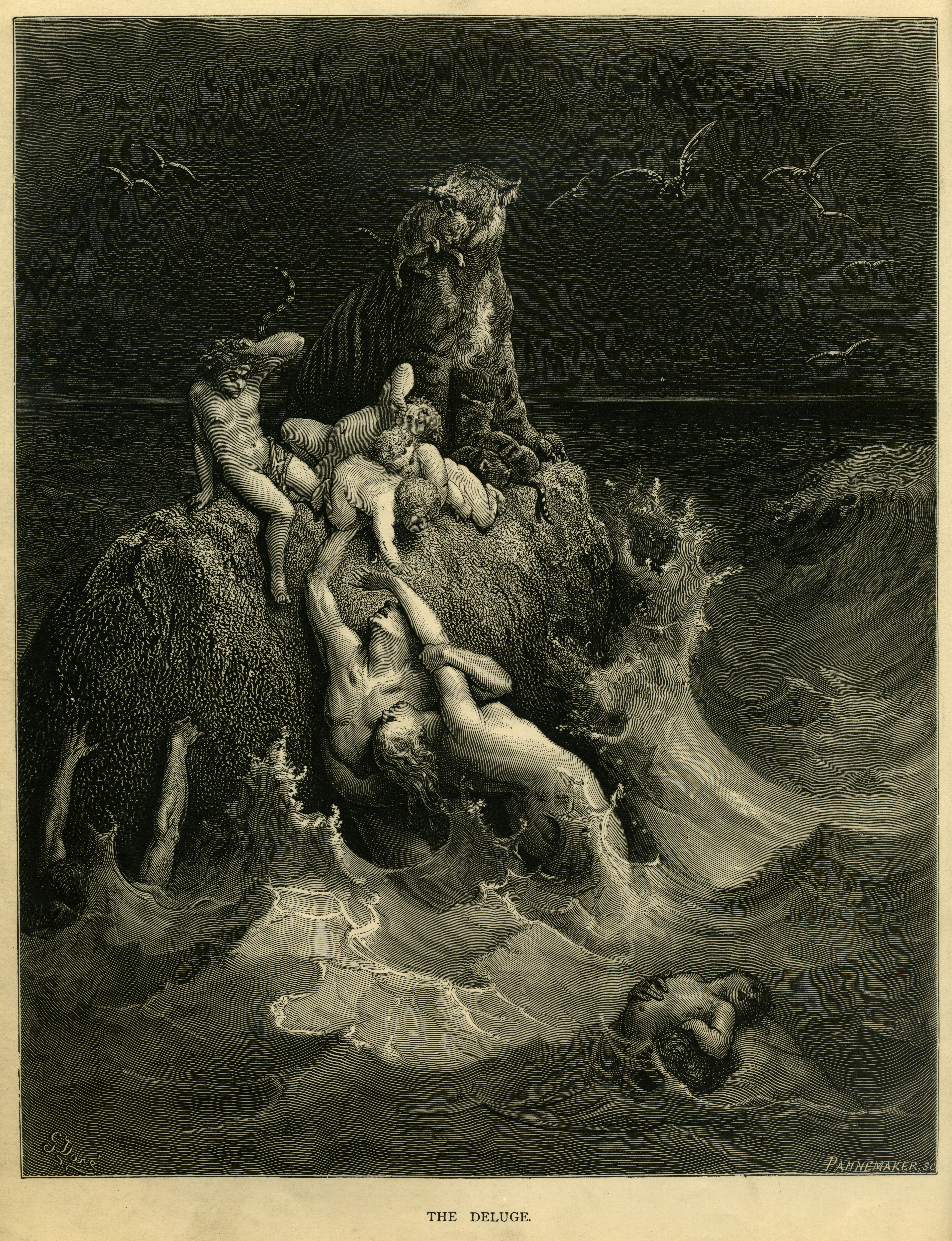
大洪水（The Deluge）
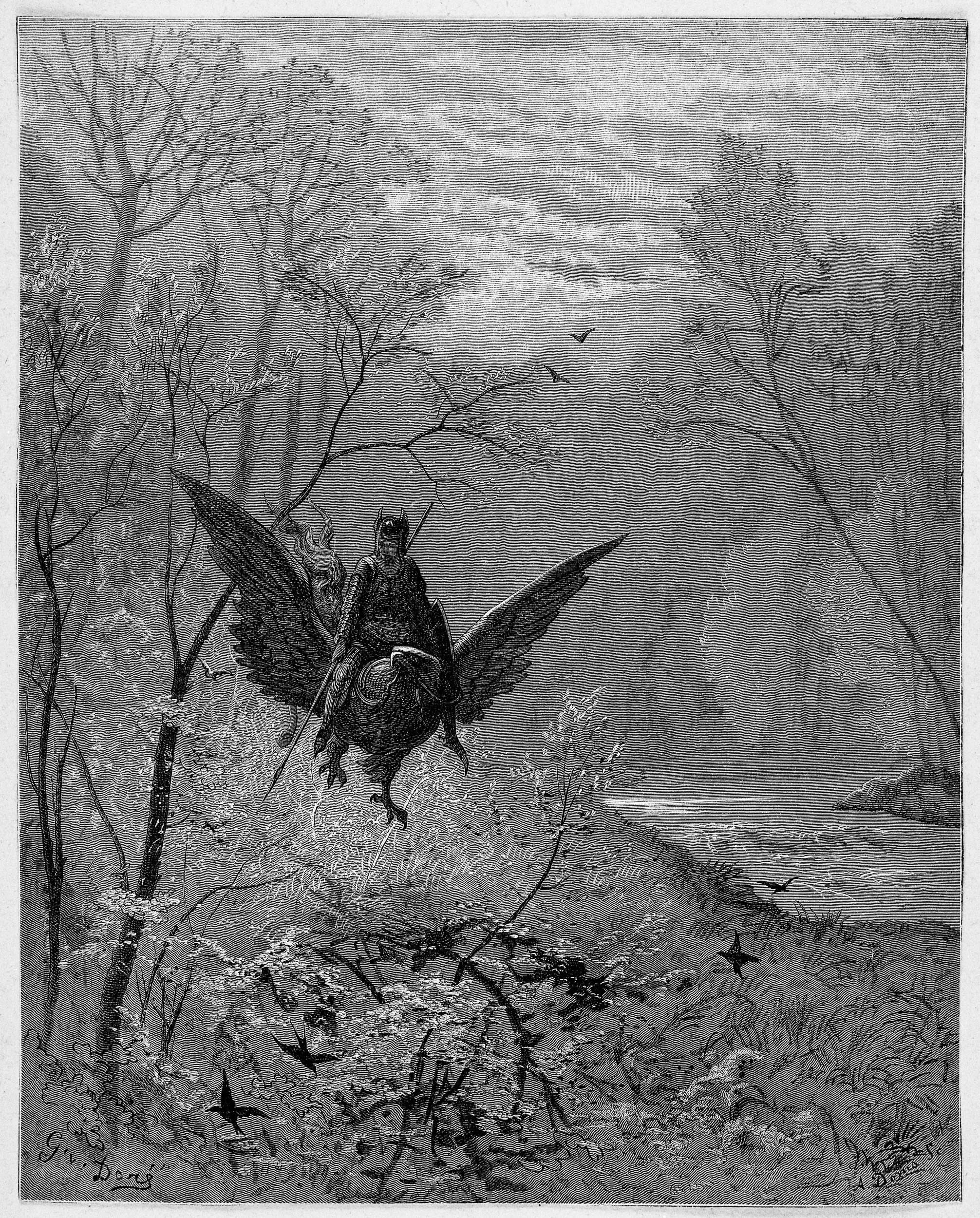
《瘋狂的羅蘭》插圖
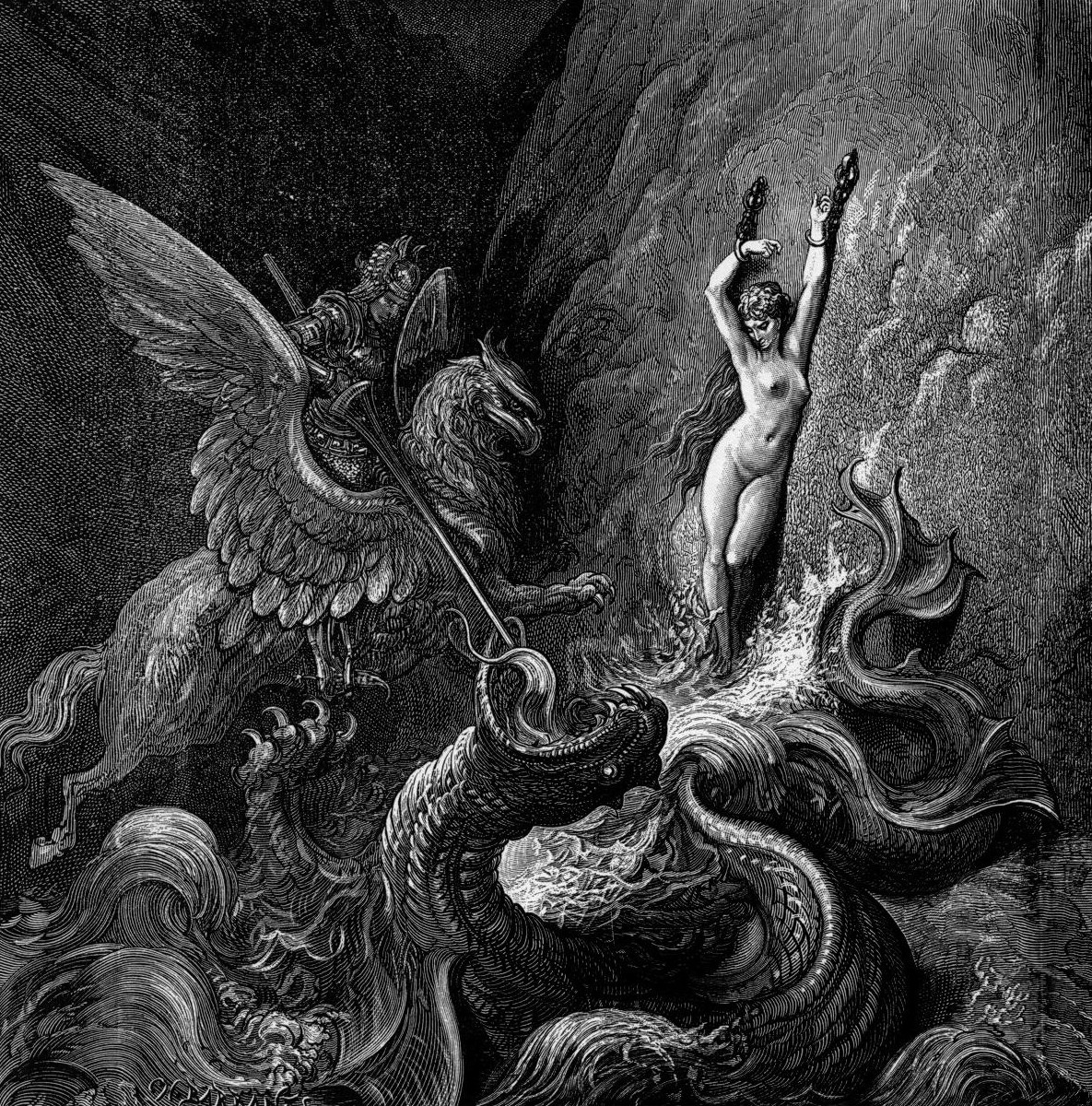
《瘋狂的羅蘭》插圖
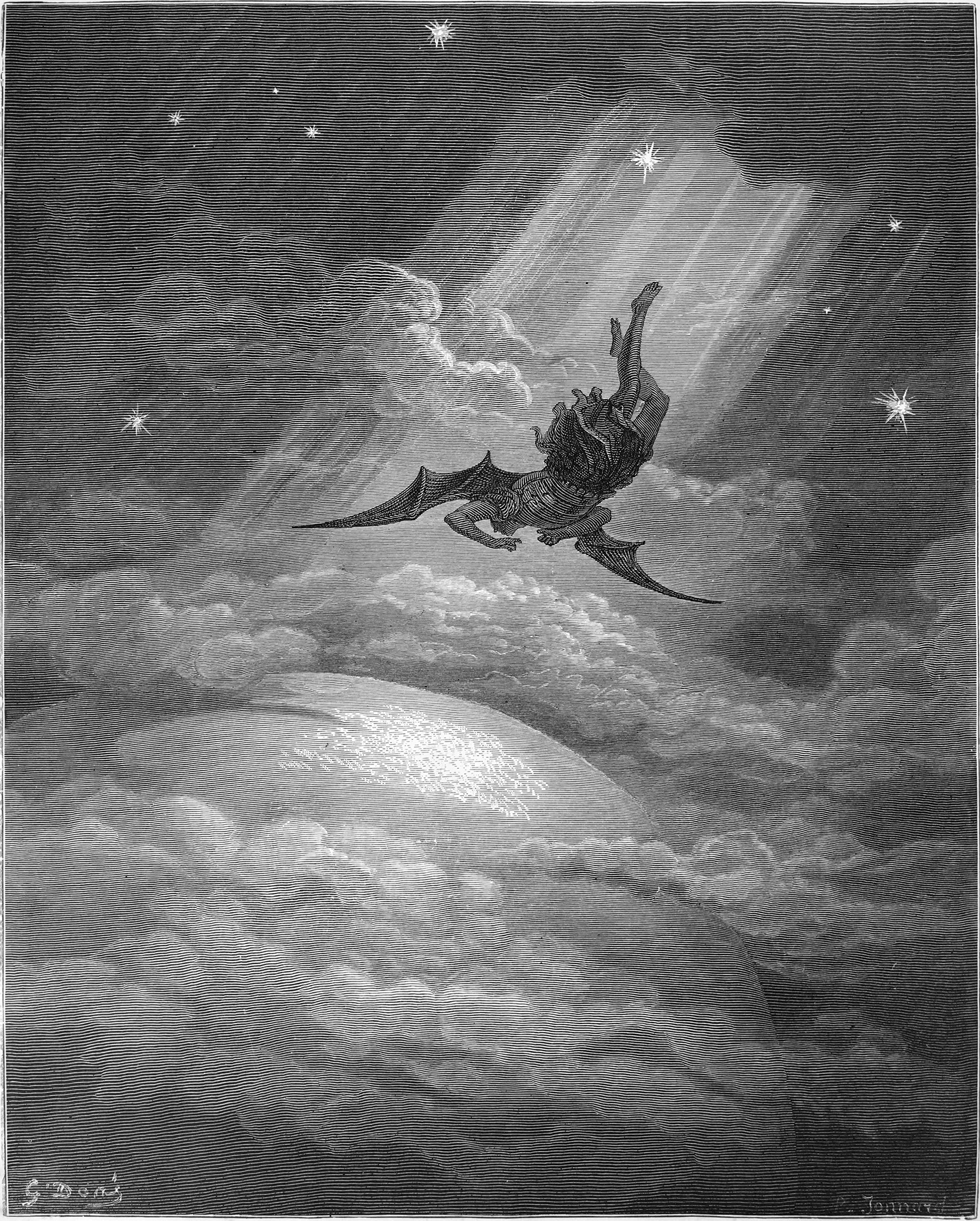
《失樂園》
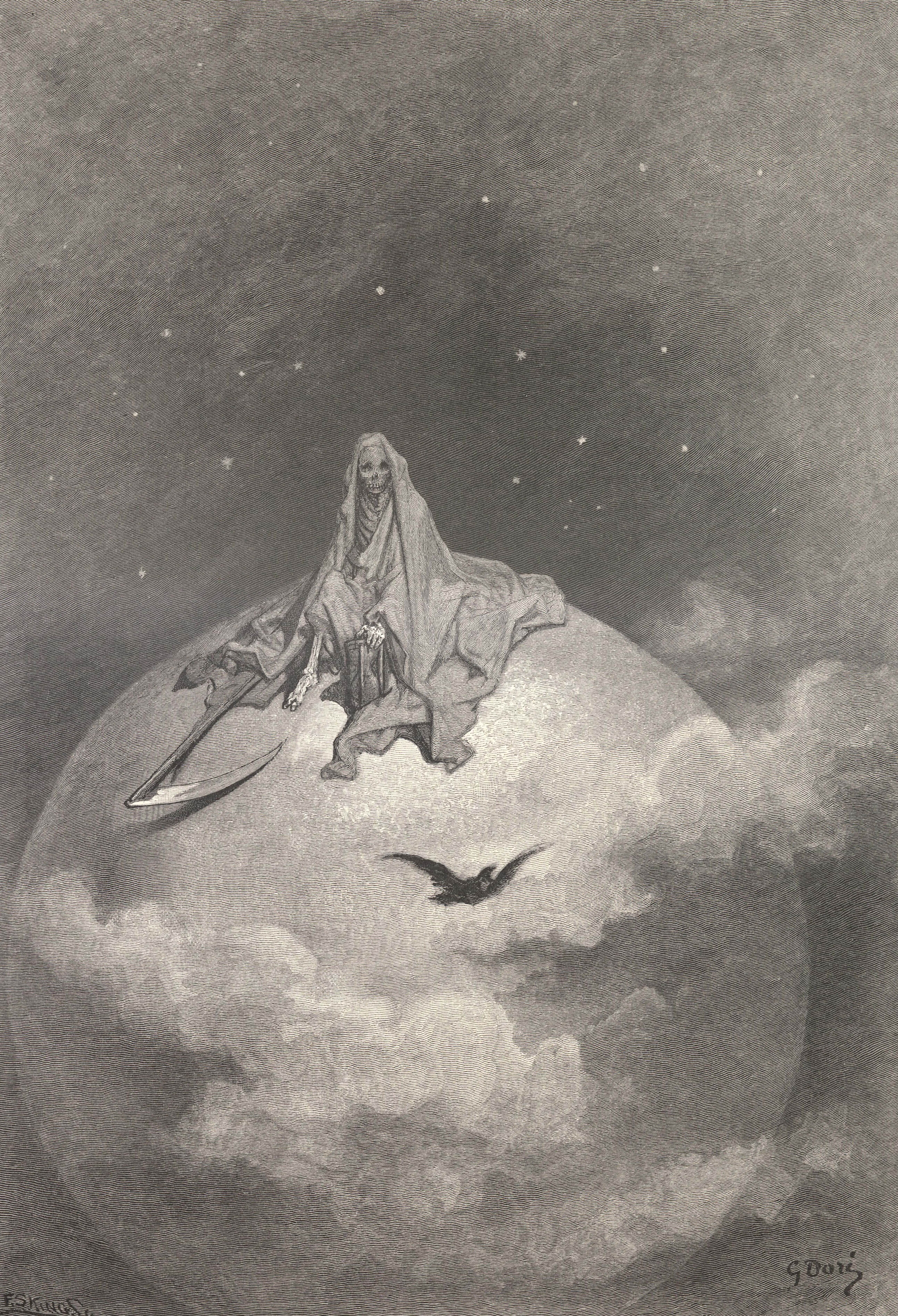
愛倫·坡詩作《烏鴉》
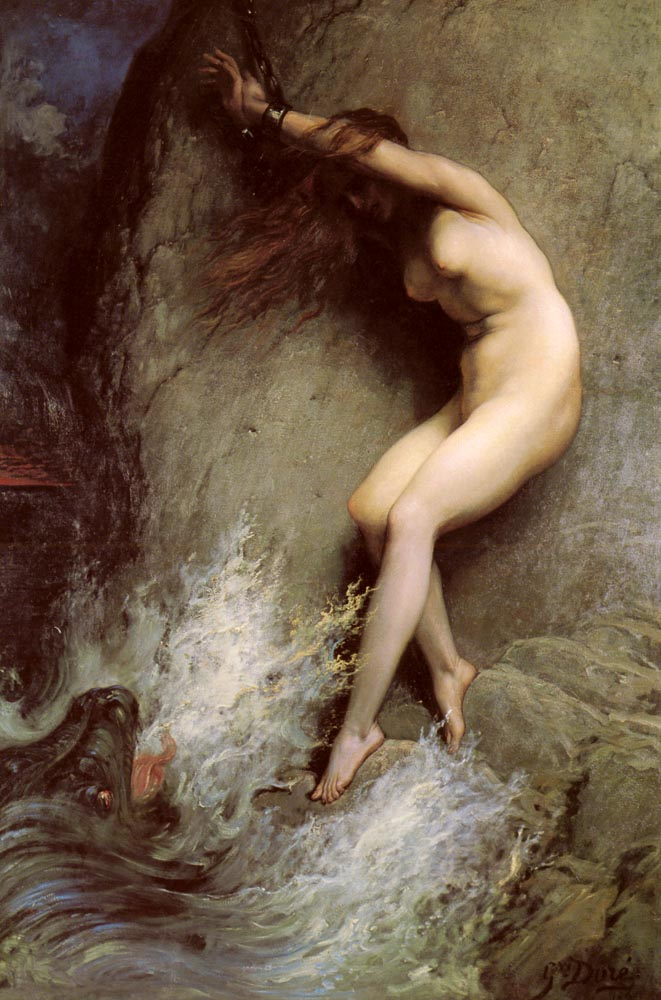
安德洛墨達
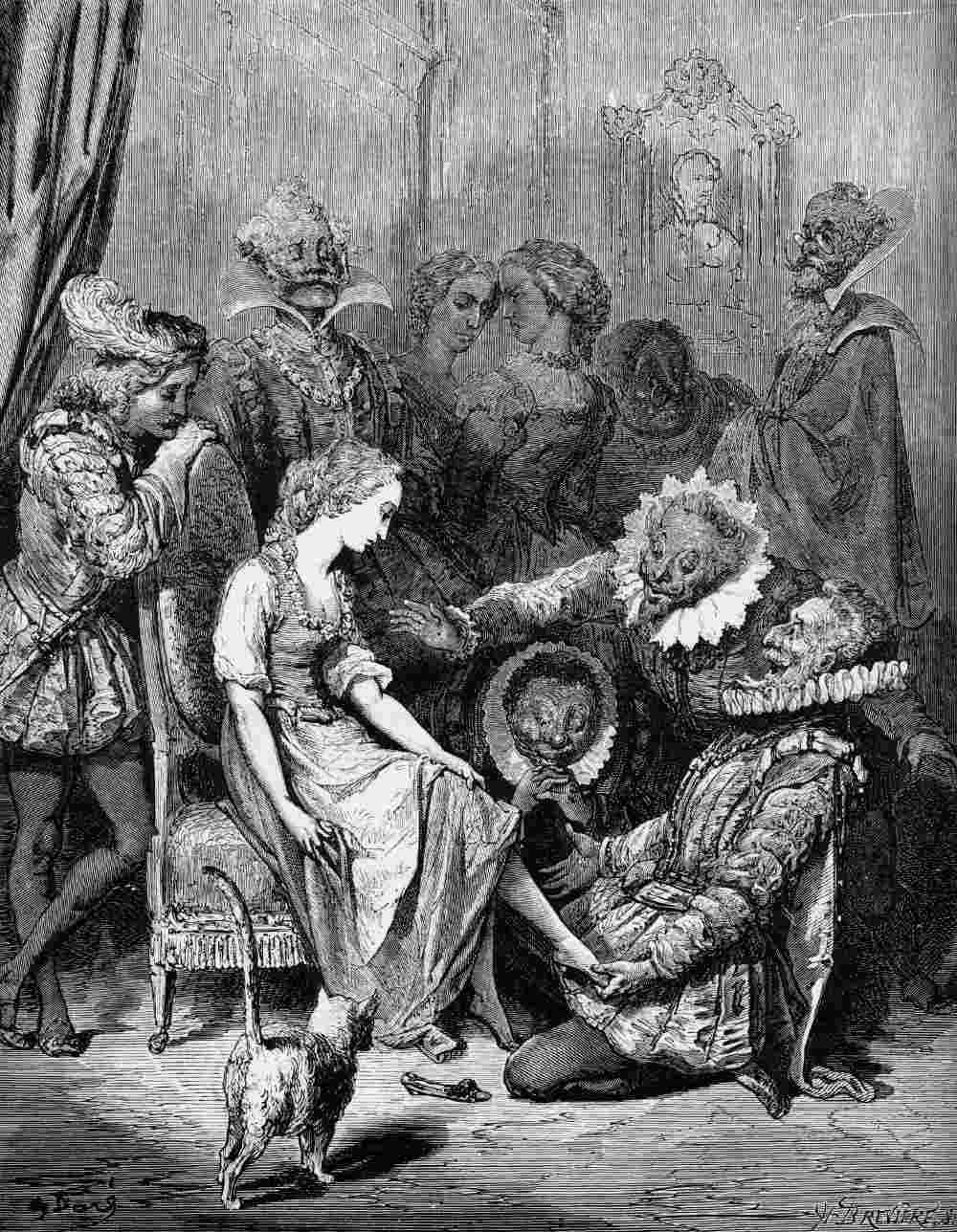
《灰姑娘》
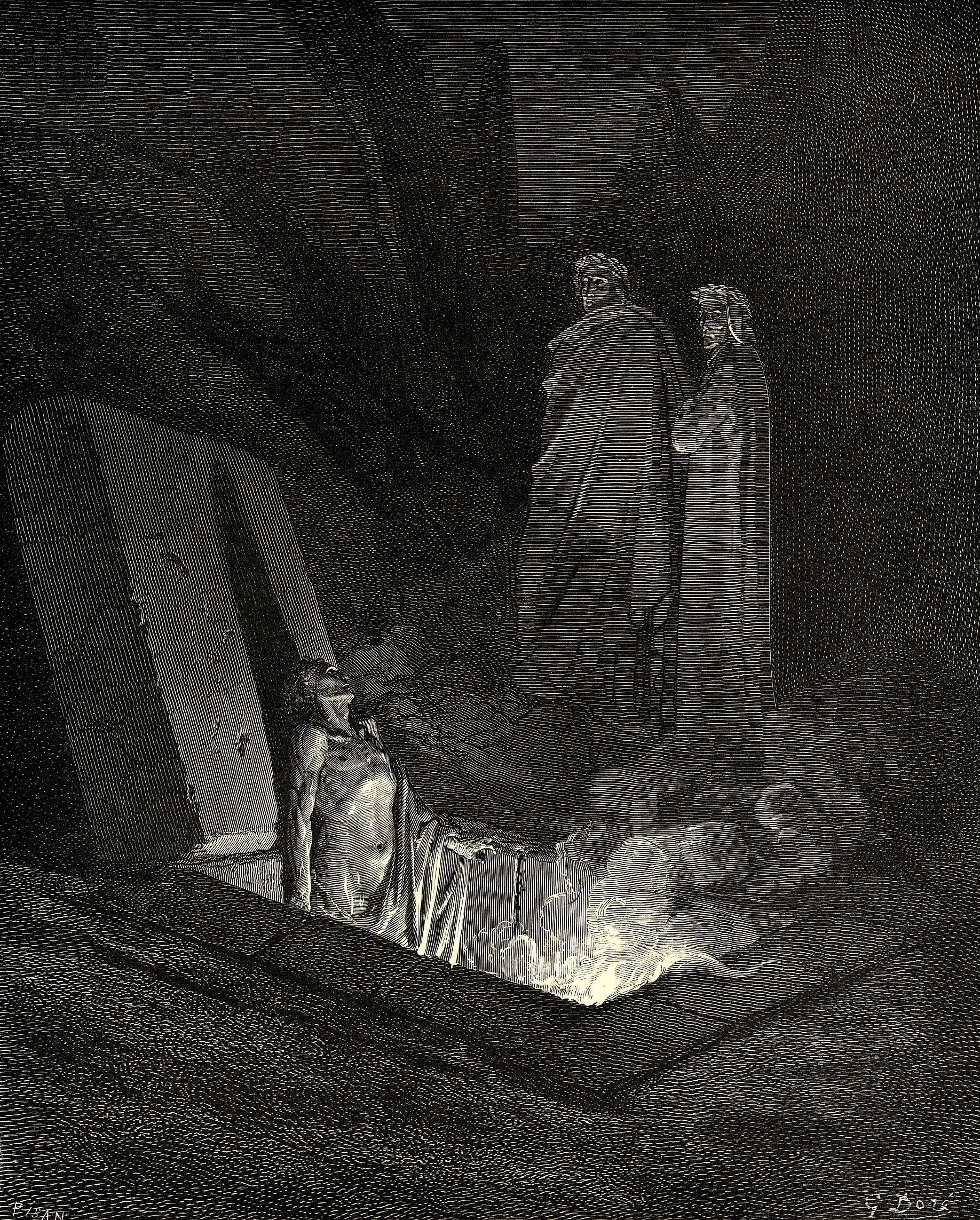
《神曲》地獄篇，但丁與維吉爾同遊地獄
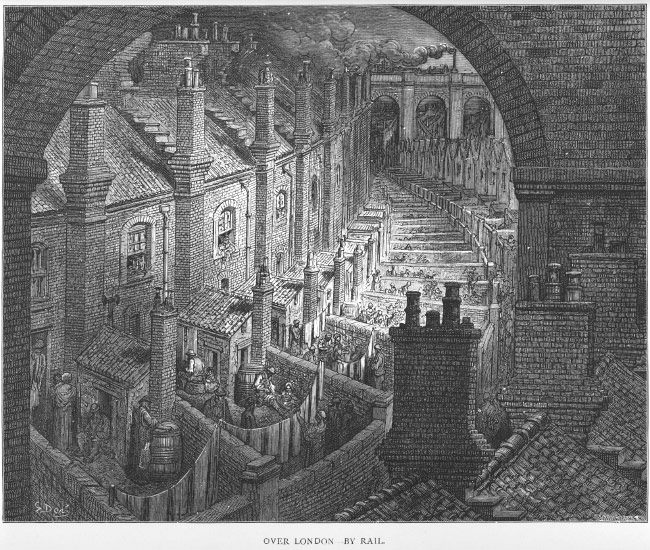
Over London by Rail, c. 1870. From London: A Pilgrimage
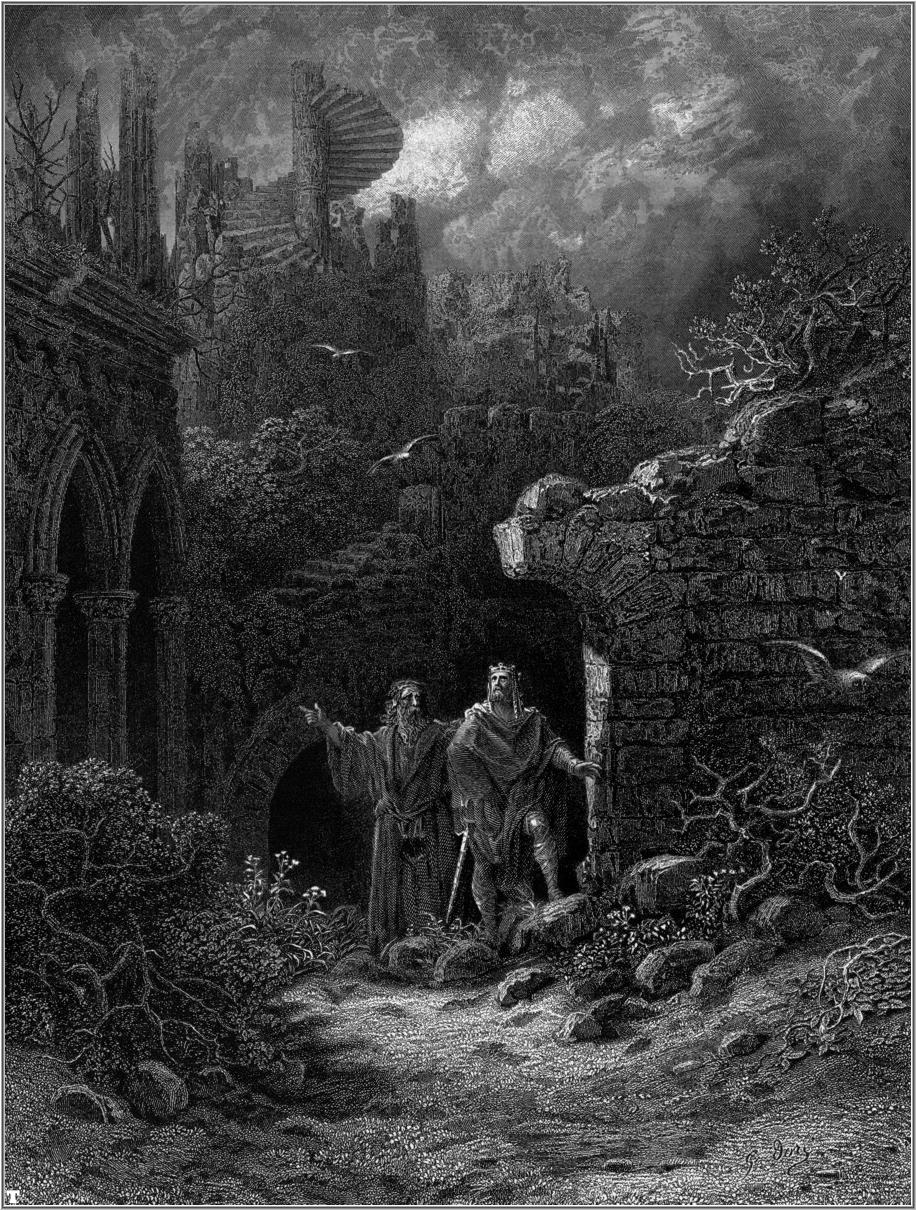
梅林向亞瑟王進言，《國王叙事詩》中的插圖
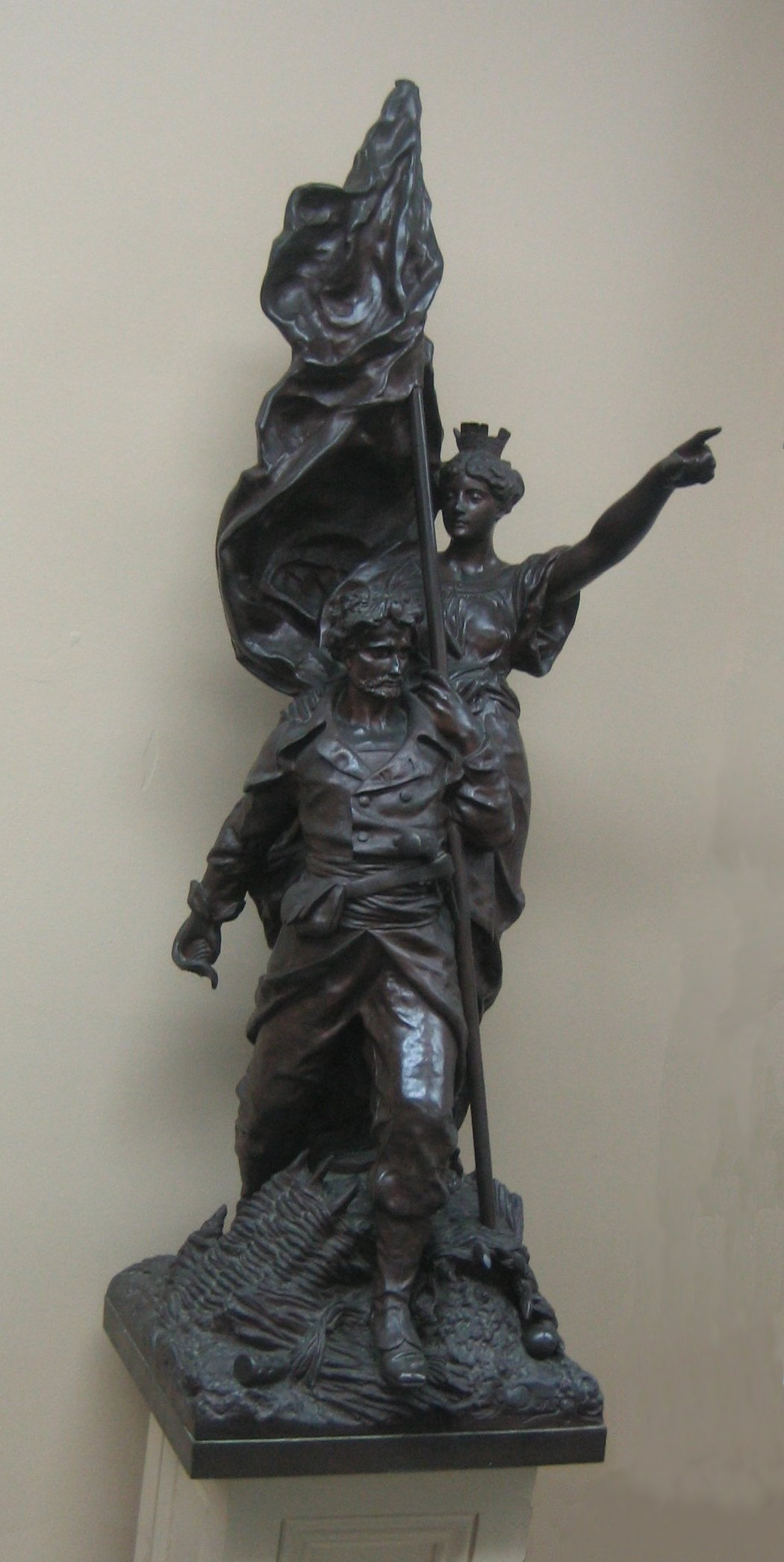
Le Defense Nationale，銅像，藏於 德克薩斯州加爾維斯敦 羅森堡圖書館
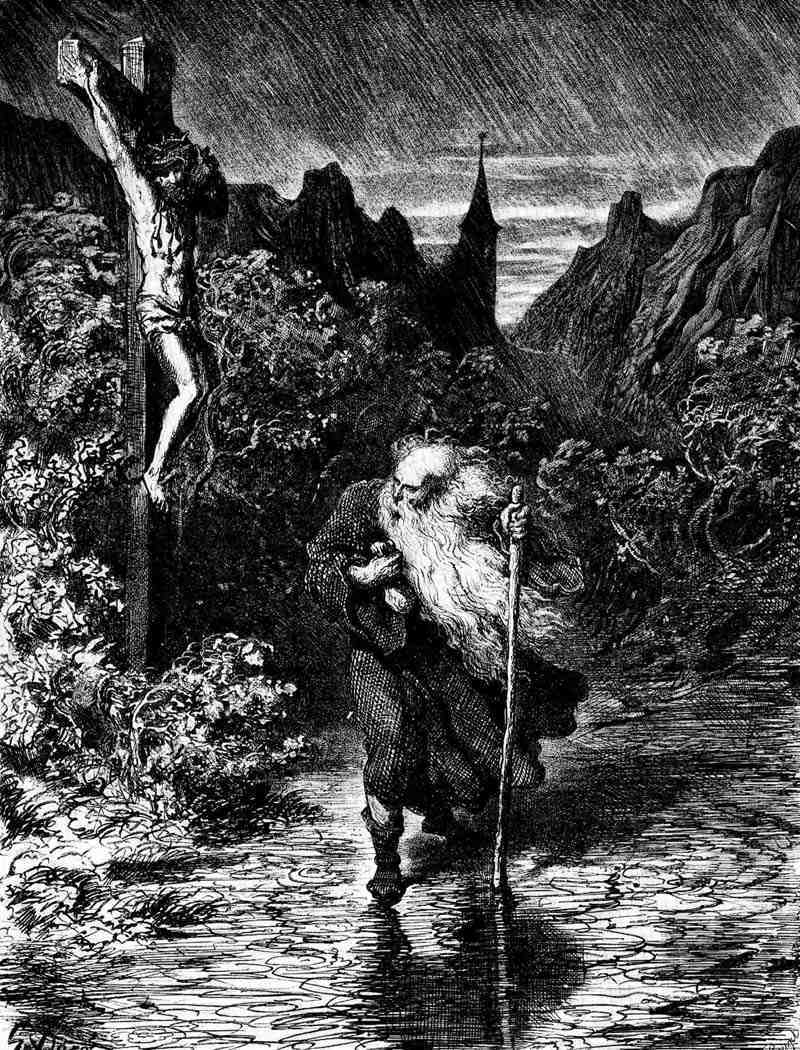
流浪的猶太人